# Uetersen

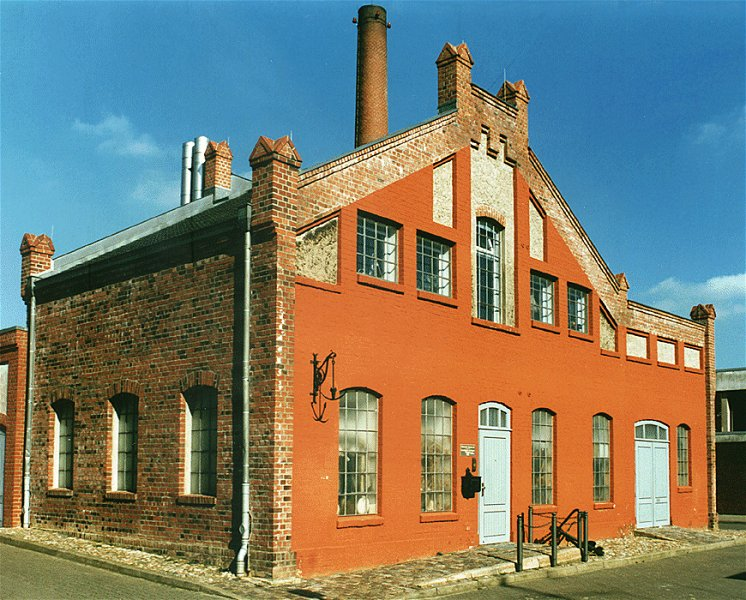
Muzeul Uetersen

Uetersen este un oraș din landul Schleswig-Holstein, Germania cu o populație de 17 865 (31.12. 2006). Suprafața totală: 11,43 km².

## Date geografice
Uetersen se află amplasat la ca. 30 km de orașul Hamburg. Orașul se află la confluența râurilor Pinnau.

## Clima
Datorita influenței maritime este mai blânda decât în estul continental. Luna caldă este iulie (media 17,4°), cea rece ianuarie (media 1,3°). Temperaturi de 28° în mijlocul verii nu sunt o raritate. De la 1990 s-au înregistrat, poate și din cauza încălzirii globale a mediului temperaturi extreme (37,3° la 9 august 1992). În medie anuală precipitațiile ating 774 mm, ceața durează 52 de zile. Iarna pot apărea furtuni foarte puternice. Clima este în tot cursul anului umedă.
1. ↑  Alle politisch selbständigen Gemeinden mit ausgewählten Merkmalen am 31.12.2018 (4. Quartal) (în germană), Statistisches Bundesamt[*], arhivat din original la 10 martie 2019, accesat în 10 martie 2019